# 鈴木昂秀
鈴木 昂秀（すずき たかひで、1998年10月3日 - ）は、日本のダンサーであり、THE RAMPAGE from EXILE TRIBE、MA55IVE THE RAMPAGEのメンバー。
神奈川県出身。LDH JAPAN所属。身長179cm。血液型B型。

## 略歴
EXPG東京校出身。
2009年、小学5年の時に「第2回劇団EXILEオーディション」に参加したことをきっかけにダンスを始める。
2013年、「GLOBAL JAPAN CHALLENGE」に参加。
2014年4月、THE RAMPAGEの候補メンバーに選出される。同年9月12日、同グループの正式メンバーとなる。
2020年、THE RAMPAGEの派生ユニットMA55IVE THE RAMPAGEとしても始動。

## 人物
- 兄が2人いる[2]。
- 幼稚園から小学5年までサッカーをしていた[2]。
- 2019年4月2日、急性リンパ節炎と診断されたことを発表。『THE RAMPAGE LIVE TOUR 2019 "THROW YA FIST"』の和歌山2公演は不参加だった[5]。

## 出演

### テレビドラマ
- 結婚同窓会 〜SEASIDE LOVE〜（2012年7月 - 8月、フジテレビTWO） - 潮木奏太（中学時代）役
- HiGH&LOW〜THE STORY OF S.W.O.R.D.〜 SEASON2（2016年4月 - 6月、日本テレビ） - 辻 役[6]
  - HiGH&LOW THE WORST EPISODE.O（2019年7月 - 8月）

### 映画
- HiGH&LOW THE MOVIE（2016年） - 辻 役
  - HiGH&LOW THE WORST（2019年）
  - HiGH&LOW THE WORST X（2022年）
- ただ、あなたを理解したい（2024年） - 主演・祐也 役[7]

### 舞台
- BOOK ACT「もう一度君と踊りたい」（2019年9月、2020年2月[8]、2024年2月[9]、2025年5月[10]）
- REAL RPG STAGE「ETERNAL」（2021年9月） - ジーン 役[11]
  - REAL RPG STAGE「ETERNAL2」-荒野に燃ゆる正義-（2022年7月 - 8月）[12]
- PICK☆3（2023年1月 - 2月） - 横山秀斗 役[13]